# Brissy-Hamégicourt

Brissy-Hamégicourt este o comună în departamentul Aisne din nordul Franței. În 1 ianuarie 2022 avea o populație de 653 de locuitori.